# 香川芳子
香川 芳子（かがわ よしこ、1931年3月30日 - 2024年2月19日）は、日本の教育者。女子栄養大学名誉教授。元学校法人香川栄養学園学園長。1990～2016年にかけて、女子栄養大学学長を務めた。

## 経歴
1931年、香川昇三・綾の長女として、東京市小石川区駕籠町に生まれる。1954年、東京女子医科大学医学部卒業。1959年、東京大学大学院生物系第二基礎医学課程修了（医学博士）。1962年、カリフォルニア大学デービス校大学院修了（Master of Science）。
1956年、女子栄養大学講師、1961年、同助教授、1970年、同教授。1990年、女子栄養大学・女子栄養大学短期大学部学長、香川栄養専門学校（現：香川調理製菓専門学校）校長。2013年、学校法人香川栄養学園理事長。2016年、女子栄養大学名誉教授、学校法人香川栄養学園学園長。
2024年2月19日、老衰のため、東京都内の病院で死去した。92歳没。死没日付をもって従四位に叙された。

## 受賞・受章
- 1984年 - 学校給食功労者文部大臣表彰[3]
- 1988年 - 栄養士養成功労者厚生大臣表彰[3]
- 2000年 - 短期大学教育功労者文部大臣表彰[3]
- 2002年 - 日本栄養・食糧学会功労賞[3]
- 2010年 - ひまわり褒章食文化・食育功労章[2]、荒川区特別功労者[2]
- 2017年 - 瑞宝中綬章[3][2]